# Elezioni presidenziali in Venezuela del 2013
Le elezioni presidenziali in Venezuela del 2013 si tennero il 14 aprile. I candidati principali erano il presidente in carica ad interim Nicolás Maduro del Partito Socialista Unito del Venezuela e Henrique Capriles Radonski del partito Primero Justicia. La vittoria elettorale è andata a Maduro che ha ottenuto il 50,66% dei voti contro il 49,07% di Radonski. Le elezioni si sono tenute dopo appena sei mesi dalle ultime, per via della morte del presidente Hugo Chávez. Il risultato è stato fortemente contestato a causa di presunti brogli, e il 16 aprile dei forti scontri hanno portato alla morte di sette persone.
Oltre ai due principali, gli altri candidati erano:
- Reina Sequera, sindacalista ed ex candidata presidenziale del Partito per il potere dei lavoratori;
- María Bolívar, avvocato e proprietaria della panetteria "Mayami" nello stato di Zulia e candidato per il Partito Democratico Unito per la Pace e la Libertà (PDUPL);
- Eusebio Méndez, pastore cristiano e candidato di Nuova Visione per il Mio Paese (NUVIPA);
- Julio Mora, candidato del Partito di Unità Democratica (UDEMO).

## Risultati
| Candidati                  | Partiti                                            | Voti       | %     |
| -------------------------- | -------------------------------------------------- | ---------- | ----- |
| Nicolás Maduro             | Partito Socialista Unito del Venezuela             | 7 587 579  | 50,62 |
| Henrique Capriles Radonski | Primero Justicia                                   | 7 363 980  | 49,12 |
| Eusebio Mendez             | Nuova Visione per il Mio Paese                     | 19 498     | 0,13  |
| María Bolívar              | Partito Democratico Unito per la Pace e la Libertà | 13 309     | 0,09  |
| Reina Sequera              | Partito dei Lavoratori                             | 4 241      | 0,03  |
| Julio Mora                 | Partito di Unità Democratica                       | 1 936      | 0,01  |
| Totale                     | Totale                                             | 14 990 543 | 100   |